# Osterby (Kreis Schleswig-Flensburg)
Osterby (dänisch: Østerby) ist eine Gemeinde im Kreis Schleswig-Flensburg in Schleswig-Holstein. Osterbylund und Osterbyfeld liegen im Gemeindegebiet.

## Geografie

### Geografische Lage

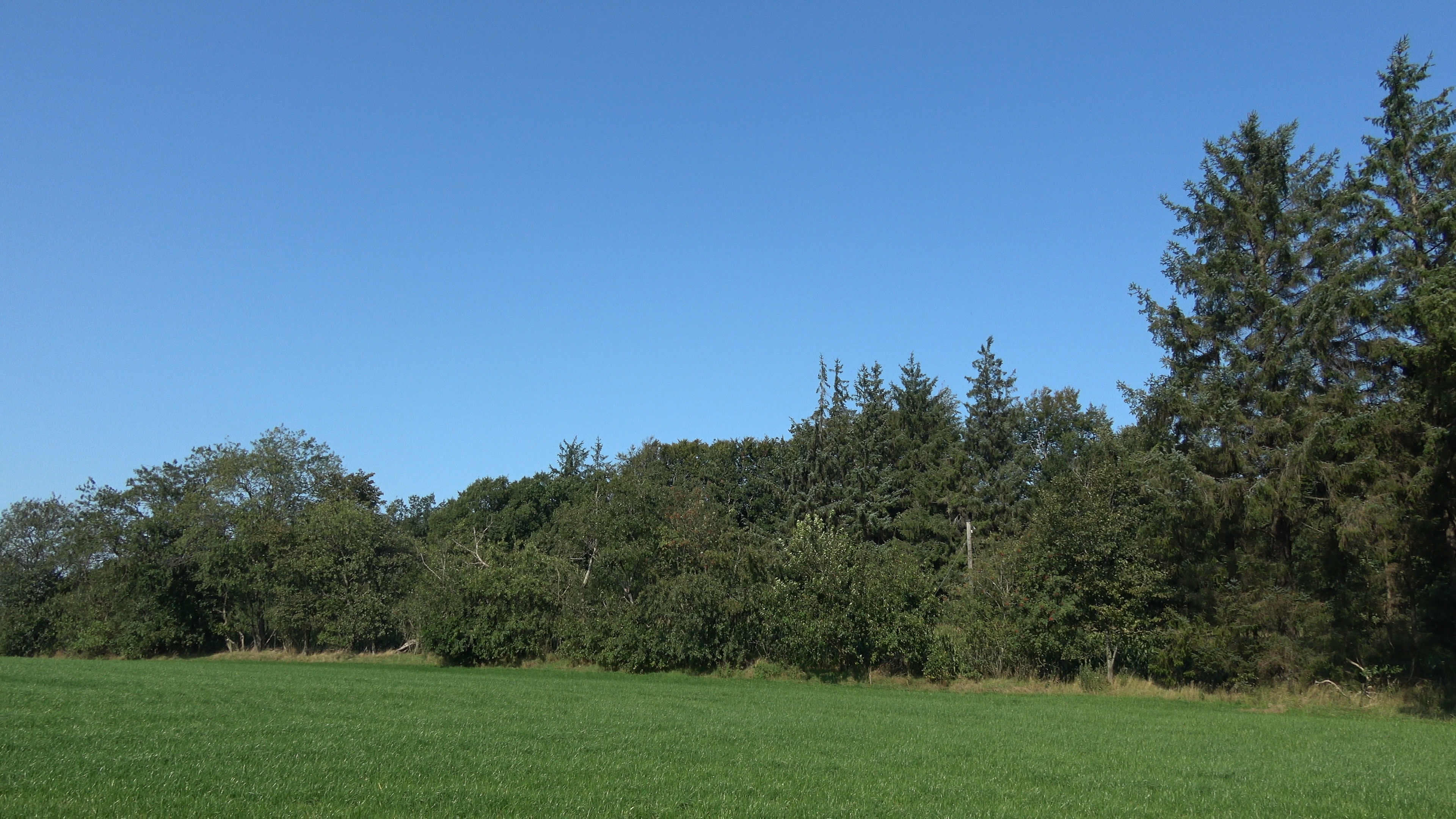
NSG Lundtop - Südrand

Osterby liegt etwa 16 km westlich von Flensburg im Bereich des Sanders der Schleswigschen Geest in ländlicher Umgebung. Die östliche Gemeindegrenze wird durch den Bachlauf der Wallsbek gebildet. Im Übergang zur dänischen Kommune Aabenraa im Nordosten befindet sich das Osterbyer Moor, der gemeindezugehörige Teil des Fröslev-Jardelunder Moors. Nördlich des Ortskerns in 700 m Entfernung befindet sich an der Straße Am Lundtop das 1967 geschaffene Naturschutzgebiet Lundtop. Es ist Teil des NATURA-2000-Schutzgebietes FFH-Gebiet Eichenwälder der Böxlunder Geest.
Das Gemeindegebiet ist innerhalb des Landesentwicklungsplan des Landes Schleswig-Holstein 2010 (LEP 2010) als ein Vorbehaltsraum für Natur und Landschaft ausgewiesen.

### Nachbargemeinden
An Osterby grenzende Gemeindegebiete sind:
| Medelby | Jardelund                                   | Aabenraa Kommune (Dänemark) |
|         | Kompassrose, die auf Nachbargemeinden zeigt | Handewitt (OT Ellund)       |
|         | Wallsbüll                                   |                             |

## Geschichte
Früher befand sich eine Ziegelei im Ort.

## Politik

### Gemeindevertretung
Bei der Kommunalwahl am 14. Mai 2023 wurden insgesamt neun Sitze vergeben. Diese fielen erneut alle an die Kommunale Wählergemeinschaft Osterby. Die Wahlbeteiligung betrug 70,8 %.

### Wappen
Blasonierung: „In Gold über einer roten Ziegelmauer im Schildfuß ein grüner Eichenzweig, bestehend aus zwei Blättern, die eine silberne Eichel einschließen.“

## Wirtschaft

### Allgemeines
Die Gemeinde ist überwiegend landwirtschaftlich geprägt.

### Verkehr
Osterby liegt abseits des Bundesfernstraßennetzes. Die Anbindung des Ortes im motorisierten Individualverkehr erfolgt über die schleswig-holsteinische Landesstraße 1. Diese stellt eine Querverbindung zwischen der Bundesstraße 5 in Süderlügum und der Bundesstraße 199 in Wallsbüll her. Sie führt direkt durch die Dorflage von Osterby.
Im ÖPNV wird Osterby durch die Buslinie 1540 innerhalb des Nahverkehrsverbunds Schleswig-Holstein nach Wallsbüll angebunden. Der Betrieb auf dieser Linie erfolgt durch das Busunternehmen Rohde Verkehrsbetriebe grob  im Zweistundentakt. In Wallsbüll besteht ein fußläufiger Übergang an den Schnellbus der Autokraft zwischen Flensburg und Niebüll (Linie: R1).